# Psettodes
Psettodes è un genere di pesci ossei marini appartenenti all'ordine Pleuronectiformes, unico della famiglia Psettodidae.

## Distribuzione e habitat
Delle tre specie due vivono nell'Oceano Atlantico orientale lungo le coste africane e una (P. erumei) nell'Indo-Pacifico dal Mar Rosso all'Australia. Nessuna specie è segnalata nel mar Mediterraneo o sulle coste atlantiche europee.

## Descrizione
Questi pesci sono considerati i più primitivi dell'ordine Pleuronectiformes. Come tutti i rappresentanti dell'ordine questi pesci hanno corpo asimmetrico, con entrambi gli occhi su un solo lato (il sinistro in questa famiglia) detto lato oculare mentre l'altro lato del corpo è detto lato cieco. In questa famiglia l'occhio destro non migra completamente sul lato oculare durante lo sviluppo ma si ferma sul bordo dorsale della testa. La bocca è ampia e dotata di denti piccoli ma molto numerosi. La pinna dorsale inizia posteriormente, dietro gli occhi, mentre in quasi tutti gli altri Pleuronectiformes ha origine molto più anteriore. La linea laterale è completa e presente anche sul lato cieco.
Sono pesci di media taglia, Psettodes belcheri raggiunge 80 cm ed è la specie di maggiori dimensioni.

## Generi e specie
- Genere Psettodes
  - Psettodes belcheri
  - Psettodes bennettii
  - Psettodes erumei[2]